# Далакян, Владимир Аракелович
Владимир Аракелович Далакян (01.05.1924 — 22.08.1952), участник Великой Отечественной войны, — командир отделения автоматчиков (62-я гвардейская танковая бригада, 10-й гвардейский танковый корпус, 4-я танковая армия, 1-й Украинский фронт), гвардии младший лейтенант — на момент представления к награждению орденом Славы 1-й степени. гвардии старший сержант. кавалер ордена Славы трёх степеней.

## Биография
Родился 1 мая 1924 года в селе Товуз, ныне село Тавуш Тавушской области Республики Армения, в крестьянской семье. Армянин. Окончил 9 классов.

### На фронте
В ноябре 1942 года был призван в Красную Армию Шамшадиновским райвоенкоматом Армянской ССР. В боях Великой Отечественной войны с июля 1944 года, на третий день был ранен. После госпиталя вернулся на фронт. С января 1945 года воевал в составе 62-й гвардейской танковой бригады командиром отделения автоматчиков.
.

### Подвиг
16 января 1945 года у населенного пункта Курозвенки, западнее города Сандомир (Польша), гвардии сержант Далакян заменил раненого командира взвода. При отражении контратаки врага гранатами подорвал 2 бронетранспортера противника, огнем из личного оружия истребил свыше 25 вражеских солдат и офицеров.
Командиром батальона за этот был представлен к награждению орденом Отечественной войны 2-й степени, но командир корпуса изменил статус награды.
Приказом по войскам 10-го гвардейского танкового корпуса № 01/н от 26 января 1945 года гвардии сержант Далакян Владимир Аракелович награждён орденом Славы 3-й степени.
Особенно отличился при форсировании реки Одер,
24 января 1945 года под городом Штейнау (Сьцинава, Нижнесилезское воеводство, Польша) гвардии сержант Далакян в числе первых с подчиненными под артиллерийско-миномётным огнём переправился через Одер. Закрепившись на его западном берегу, отделение вступило в бой. В этом бою отделением было уничтожено три огневые точки, два дзота и до 70 солдат и офицеров врага. Лично Далакян уничтожил около 20 гитлеровцев. Командуя отделением, обеспечил переправу своей роты. Командиром батальона «за проявленное мужество и геройство при форсировании р. Одер» был представлен к присвоению звания Героя Советского Союза. Представление поддержали командиры и бригады и корпуса.
Приказом по войскам 4-й танковой армии № 91/н от 12 марта 1945 года гвардии сержант Далакян Владимир Аракелович награжден орденом Славы 2-й степени.
16 марта 1945 года в бою за населенный пункт Ламсдорф, севернее города Нойштадт (ныне — Прудник, Опольское воеводство Польша), гвардии сержант Далакян одним из первых ворвался в село. В уличном бою из личного оружия уничтожил свыше 20 гитлеровцев, а двух пленил. Заменил в ходе боя выбывшего командира взвода. В этом бою взвод под его командованием уничтожил более 50 гитлеровцев и 3 пулемётные точки.
18 марта в ходе наступательного боя в 18 км севернее города Нойштадт гвардии сержант Далакян со взводом с ходу переправился через реку Нейсе и обеспечивал огнем успешное форсирование реки ротой. С бойцами уничтожил до 20 гитлеровцев..
Указом Президиума Верховного Совета СССР от 27 июня 1945 года за образцовое выполнение боевых заданий командования на фронте борьбы с немецкими захватчиками и проявленные при этом доблесть и мужество гвардии сержант Далакян Владимир Аракелович награждён орденом Славы 1-й степени. Стал полным кавалером ордена Славы..
Участвовал на завершающем этапе войны, при штурме Берлина, гвардии младший лейтенант Далакян командовал взводом автоматчиков того же батальона. За период боев с 16 по 29 апреля 1945 года его взводом было уничтожено 3 огневые точки и до 250 вражеских солдат и офицеров.
После войны продолжал служить в танковом полку. Согласно приказу НКО от 10 июня 1945 года № 0013 бригада переформирована в 62-й гвардейский танковый Пермско-Келецкий Краснознамённый орденов Суворова, Кутузова и Богдана Хмельницкого полк 10-й гвардейской танковой Уральско-Львовской ордена Октябрьской Революции, Краснознамённой, орденов Суворова и Кутузова добровольческой дивизии имени Маршала Советского Союза Р. Я. Малиновского.

### После армии
В 1946 году уволен в запас. Вернулся на родину. Работал инспектором ГАИ в столице республики городе Ереване. трагически погиб в автокатастрофе 22 августа 1952 года. Похоронен на кладбище в родном селе Товуз.

### Семья
Сын Левон, внуки Владимир, Давид и Аракел. Живут в Ереване.

## Награды
- орден Отечественной войны I степени (25.05.1945)
- Орден Славы I степени (27.06.1945)[4]
- Орден Славы II степени (12.03.1945)[5]
- Орден Славы III степени (26.01.1945)[6]
- Медаль «За победу над Германией в Великой Отечественной войне 1941—1945 гг.» (9 мая 1945[7])
- Медаль «За взятие Берлина» (9 июня 1945)

## Память
- На могиле установлен надгробный памятник.